# Hywoolla jeremyi
Hywoolla jeremyi is een vlinder uit de familie van de spinneruilen (Erebidae). De wetenschappelijke naam van de soort werd voor het eerst geldig gepubliceerd in 2010 door Owada.